# ボジージオ・パリーニ
ボジージオ・パリーニ（伊: Bosisio Parini）は、イタリア共和国ロンバルディア州レッコ県にある、人口約3,300人の基礎自治体（コムーネ）。
18世紀の詩人ジュゼッペ・パリーニの出身地である。

## 名称
かつては単にボジージオ(Bosisio)と呼ばれていたが、ジュゼッペ・パリーニを記念して「ボジージオ・パリーニ」と改称した。

## 地理

### 位置・広がり
レッコ県南西部のコムーネ。県都レッコから南西へ10km、州都ミラノから北北東へ38kmの距離にある。プジアーノ湖東岸に面する。

#### 隣接コムーネ
隣接するコムーネは以下の通り。括弧内のCOはコモ県所属を示す
- アンノーネ・ディ・ブリアンツァ
- チェザーナ・ブリアンツァ
- エウピーリオ (CO)
- モルテーノ
- ロージェノ

### 気候分類・地震分類
気候分類では、zona E, 2453 GGに分類される。
また、イタリアの地震リスク階級 (it) では、zona 3 (sismicità bassa) に分類される。

## 人物

### おもな出身者
- ジュゼッペ・パリーニ（英語版） - 18世紀の詩人。